# Tour des Flandres 1999
Le Tour des Flandres 1999 est la 83e édition de cette course cycliste sur route masculine. Elle a eu lieu le 4 avril 1999. La victoire revient au Belge Peter Van Petegem devant ses compatriotes Frank Vandenbroucke et Johan Museeuw.
La course disputée sur un parcours de 270 kilomètres est l'une des manches de la Coupe du monde de cyclisme sur route 1999.

## Récit de la course
- km 60, 29 coureurs s'échappent parmi lesquels on retrouve Frank Vandenbroucke, Emmanuel Magnien et Philippe Gaumont.
- km 188, le groupe est rejoint.
- km 208, Michele Bartoli place une violente attaque. Il est rejoint par Vandenbroucke, puis dans un second temps par Johan Museeuw, Lars Michaelsen, Maximilian Sciandri et Rolf Sørensen.
- km 222, regroupement général.
- km 253, Frank Vandenbroucke chute au pied du Mur de Gramont, et entraîne avec lui Andreï Tchmil, Maarten den Bakker et Rolf Sørensen. À l'avant, Peter Van Petegem et Johan Museeuw se détachent dans les pourcentages les plus élevés.
- km 259, au prix d'une poursuite exceptionnelle à deux contre un, Frank Vandenbroucke parvient à rejoindre les deux hommes de tête.
- km 270, Peter Van Petegem, le plus frais des trois hommes de tête, s'impose au sprint.

## Classement final
|     | Coureur             | Pays     | Équipe                |    | Temps           |
| --- | ------------------- | -------- | --------------------- | -- | --------------- |
| 1.  | Peter Van Petegem   | Belgique | TVM Farm Frites       | en | 6 h 15 min 00 s |
| 2.  | Frank Vandenbroucke | Belgique | Cofidis               | +  | 0 s             |
| 3.  | Johan Museeuw       | Belgique | Mapei Quick Step      |    | 1 s             |
| 4.  | Michele Bartoli     | Italie   | Mapei Quick Step      |    | 6 s             |
| 5.  | Zbigniew Spruch     | Pologne  | Lampre                |    | 6 s             |
| 6.  | Markus Zberg        | Suisse   | Rabobank              |    | 6 s             |
| 7.  | Andreï Tchmil       | Belgique | Lotto-Mobistar        |    | 6 s             |
| 8.  | Tristan Hoffman     | Pays-Bas | TVM Farm Frites       |    | 6 s             |
| 9.  | Denis Zanette       | Italie   | Polti                 |    | 6 s             |
| 10. | Lars Michaelsen     | Danemark | La Française des jeux |    | 6 s             |